# Mecodema spiniferum
Mecodema spiniferum es una especie de escarabajo del género Mecodema, familia Carabidae. Fue descrita científicamente por Broun en 1880.
Esta especie se encuentra en Nueva Zelanda.